# TVR Tuscan Speed 6
Der TVR Tuscan Speed 6 ist ein Sportwagen, der von TVR in Blackpool (England) von 1999 bis 2006 hergestellt wurde.
Bekanntheit erlangte er unter anderem auch durch seine Verwendung in dem Film Passwort: Swordfish.

## Daten

### Motor
Es gab fünf verschiedene Reihensechszylindermotoren zur Auswahl. Vier davon waren Varianten des 4,0 l-R6 Speed Six mit unterschiedlichen Leistungs- und Drehmomentstufen. Der verbleibende war der 3,6 l-R6 Speed Six mit der gleichen Leistung wie der schwächste 4,0 l, wenn auch etwas geringerem Drehmoment.
| Typ              | Hubraum  | Bohrung × Hub | Leistung                     | Drehmoment          | Bauzeit   |
| ---------------- | -------- | ------------- | ---------------------------- | ------------------- | --------- |
| Tuscan 3.6 L     | 3605 cm³ | 96 × 83 mm    | 257 kW (350 PS) bei 7500/min | 389 Nm bei 5750/min |           |
| Tuscan Speed Six | 3996 cm³ | 96 × 92 mm    | 265 kW (360 PS) bei 7000/min | 420 Nm bei 5250/min |           |
| Tuscan Red Rose  | 3996 cm³ | 96 × 92 mm    | 283 kW (385 PS)              | 420 Nm bei 5250/min |           |
| Tuscan S         | 3996 cm³ | 96 × 92 mm    | 287 kW (390 PS) bei 7000/min | 420 Nm bei 5250/min | 2001–2005 |
| Tuscan S         | 3996 cm³ | 96 × 92 mm    | 294 kW (400 PS) bei 7000/min | 451 Nm bei 5250/min | 2005–2006 |

### Chassis
Obwohl es viele kleine Änderungen an Chassis und Radaufhängungen des Tuscan gegeben hat, haben sich Größe und Erscheinungsbild der einzelnen Varianten kaum geändert, wenn man einmal von kleineren aerodynamischen Hilfen für den S in Form einer „Untertasse“ vorne und einem kleinen Heckspoiler absieht.
Im Oktober 2005 wurden die Mark-II-Version eingeführt, was aber nur ein kleines Facelift darstellte. Die Modifikationen beschränkten sich auf kosmetische Änderungen an Scheinwerfern, Rücklichtern, am Heckspoiler (Modell S) und der Frontspoiler wurde durch zwei „Winglets“ ersetzt (Modell S) plus einigen kleineren Änderungen am Fahrwerk zur Verbesserung des Handlings. Zur gleichen Zeit führte man anstatt der Targa-Version ein Vollcabriolet ein.

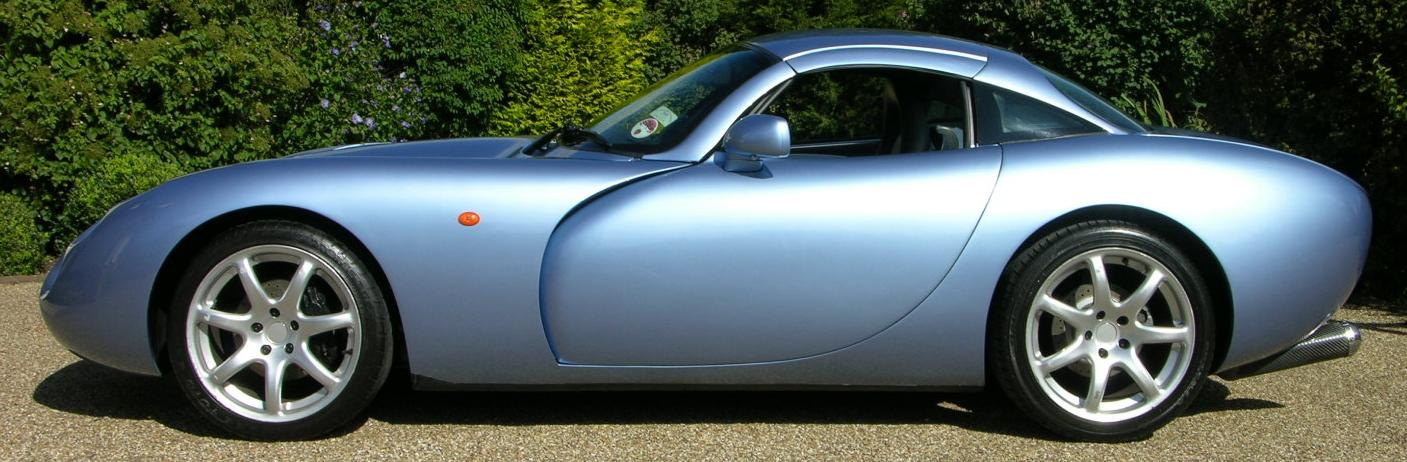
Seitenansicht
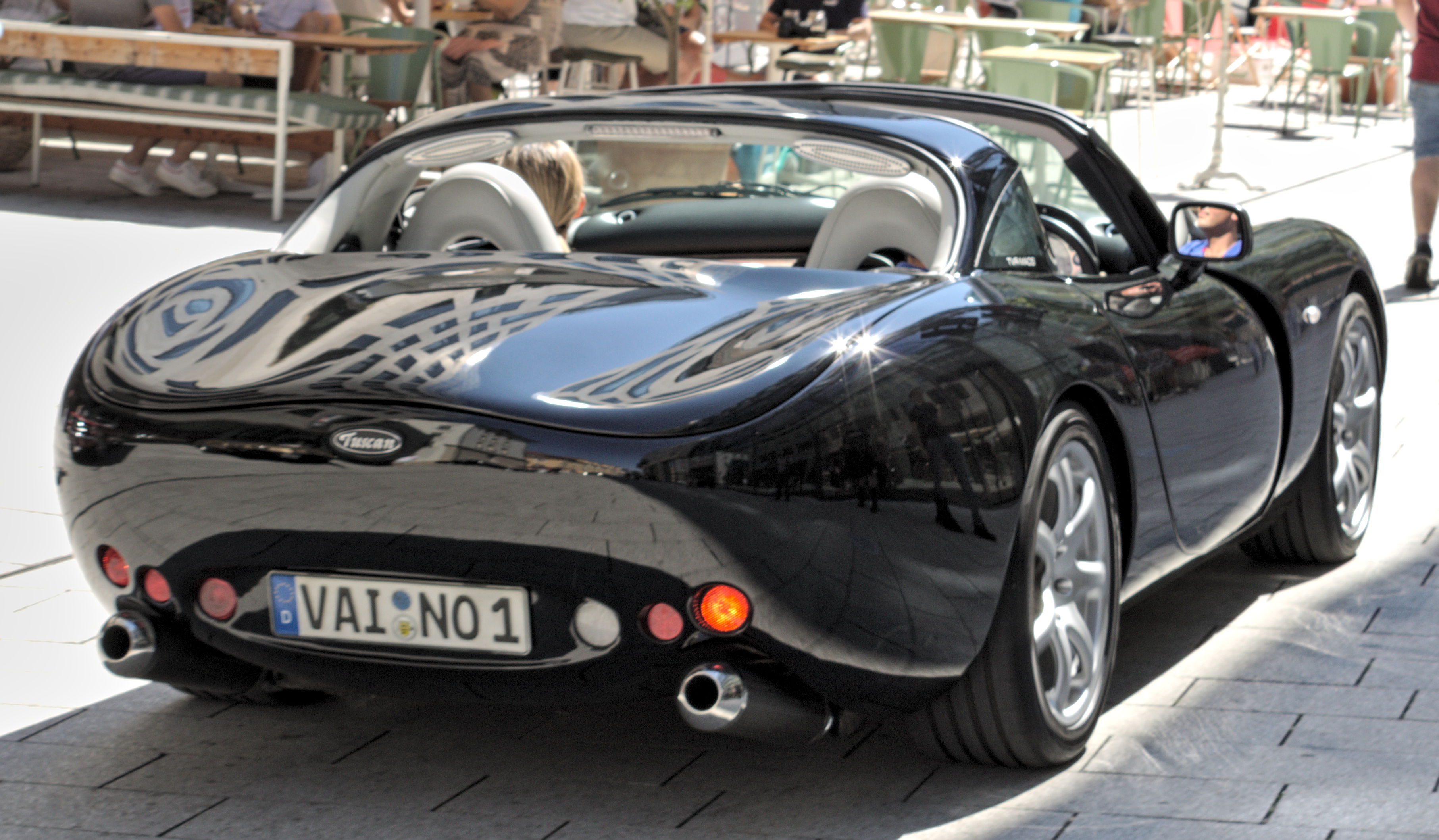
Heckansicht
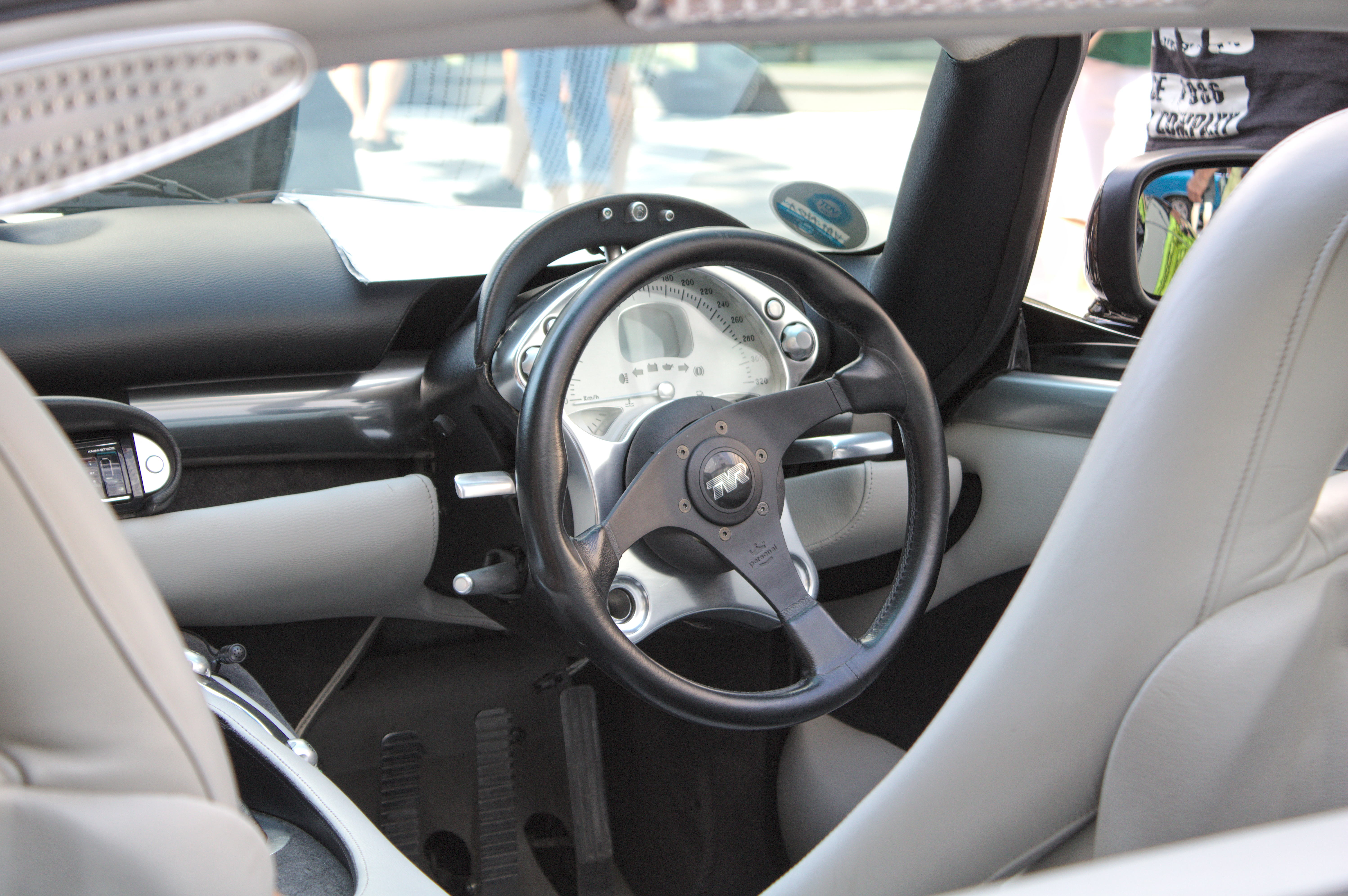
Interieur
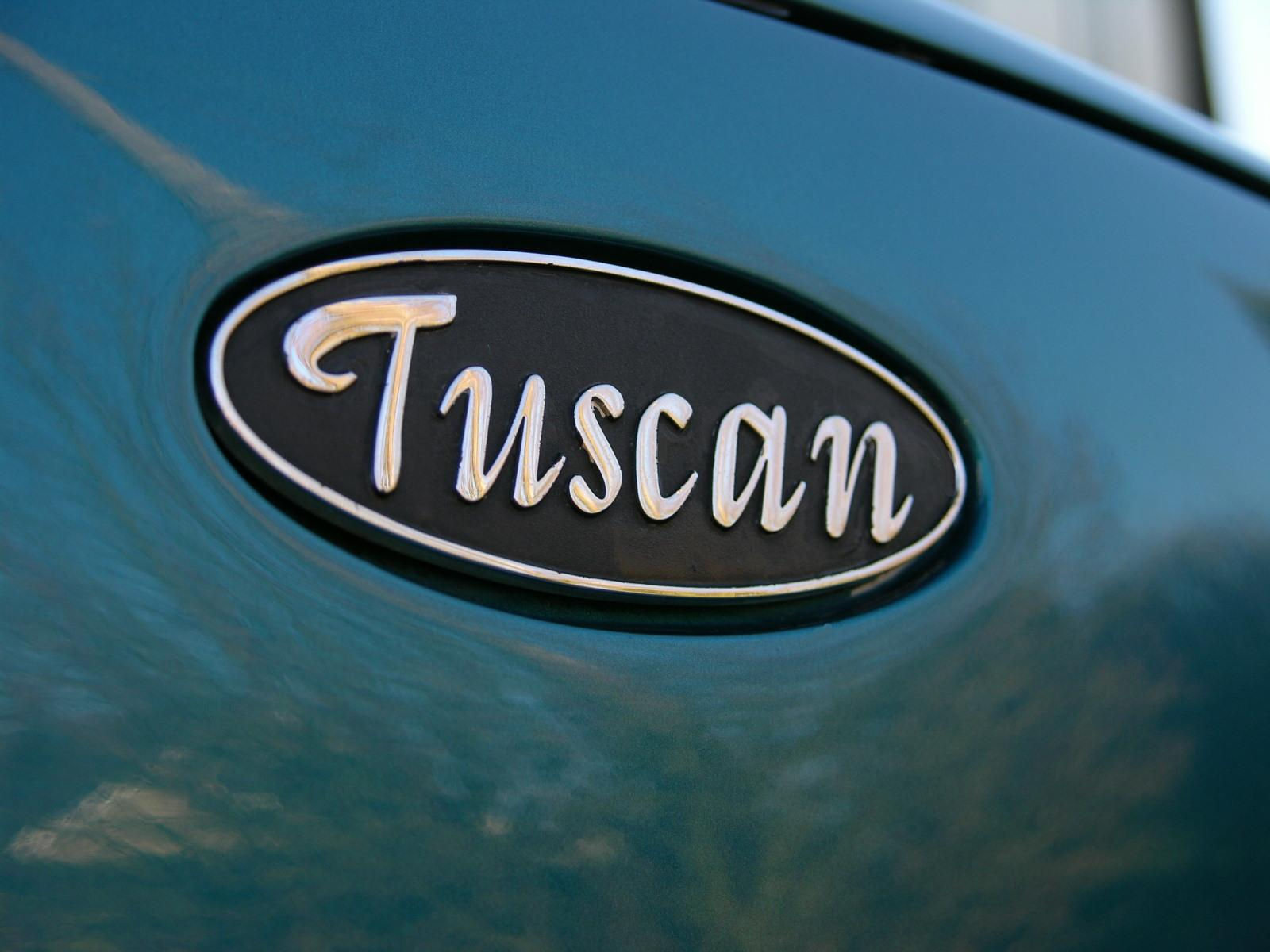
Schriftzug
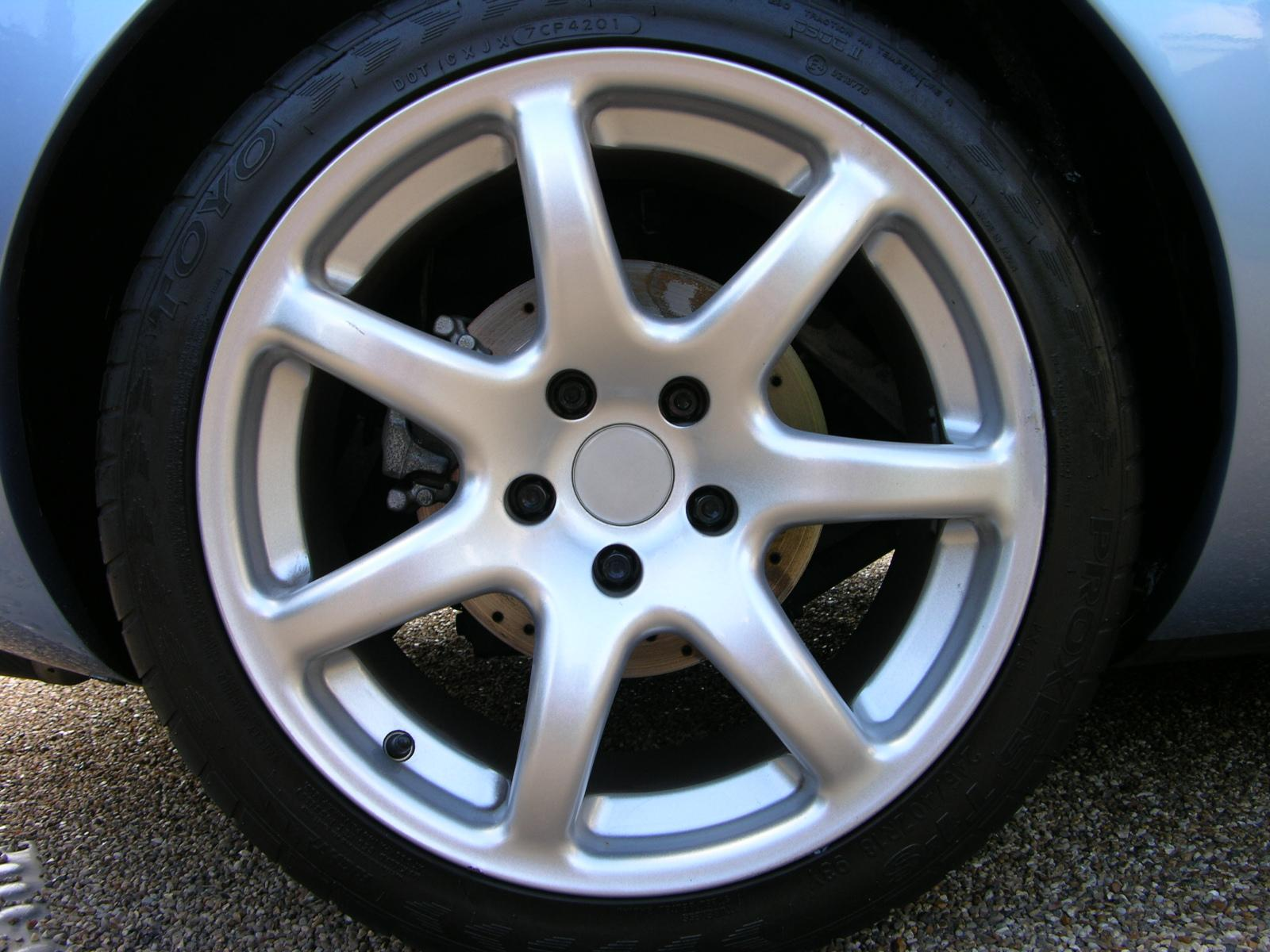
Rad

### Fahrleistungen
- 0–50 km/h: 1,73 s
- 0–100 km/h: 3,68 s
- 0–160 km/h: 8,08 s

- 160–0 km/h: 4,15 s

Bemerkenswert ist, dass diese Werte von einem Tuscan S (ab 2003) stammen, der weder ASR noch ABS besitzt. Die Philosophie von TVR sagt, dass solche technischen Systeme weder die Leistung noch die Sicherheit erhöhen, daher werden sie nicht eingebaut. TVR erkennt nicht an, dass diese Systeme, genauso wie Airbags, Sicherheitssysteme sind, und glaubt, dass ihre Autos, beruhend auf Tests und Erfahrungen, ohne sie sicherer seien als mit ihnen.

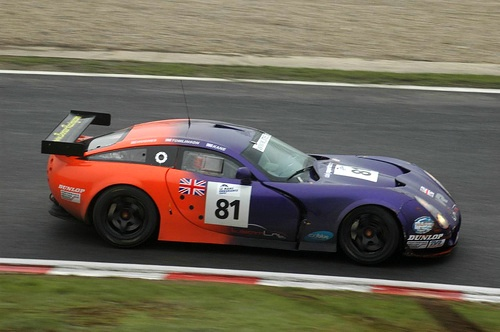
Ein Tuscan T400R Rennwagen, der vom Team LNT in der American Le Mans Series gefahren wird

## Trivia
- Der Tuscan wird im Film Password Swordfish vom Charakter Gabriel (dargestellt von John Travolta) gefahren, TVR bekam nach der Veröffentlichung des Films ca. 50 Anfragen täglich, wo man den Wagen in den USA kaufen könne. Der Tuscan ist jedoch in den USA nicht zugelassen, da er nicht den dortigen Emissionsregularien entspricht.